# Edward Barrett
Edward Edmond « Ned » Barrett (né le 3 novembre 1877 à Rahela dans le comté de Kerry et mort le 19 mars 1932) fut un ancien tireur à la corde britannique. Il a participé aux Jeux olympiques de 1908 avec l'équipe britannique de tir à la corde et gagna la compétition. À cette même édition, il remporta une médaille de bronze à l'épreuve de lutte et finit 5e au lancer du poids.